# Ihlenfeldtia vanzylii
Ihlenfeldtia vanzylii är en isörtsväxtart som först beskrevs av L. Bol., och fick sitt nu gällande namn av H.E.K. Hartmann. Ihlenfeldtia vanzylii ingår i släktet Ihlenfeldtia och familjen isörtsväxter. Inga underarter finns listade i Catalogue of Life.